# 1804 en Lorraine
Chronologie de la Lorraine
- 1800
- 1801
- 1802
- 1803
- 1804
- 1805
- 1806
- 1807
- 1808

Cette page est une liste d'événements qui se sont produits durant l'année 1804 en Lorraine.

## Éléments contextuels

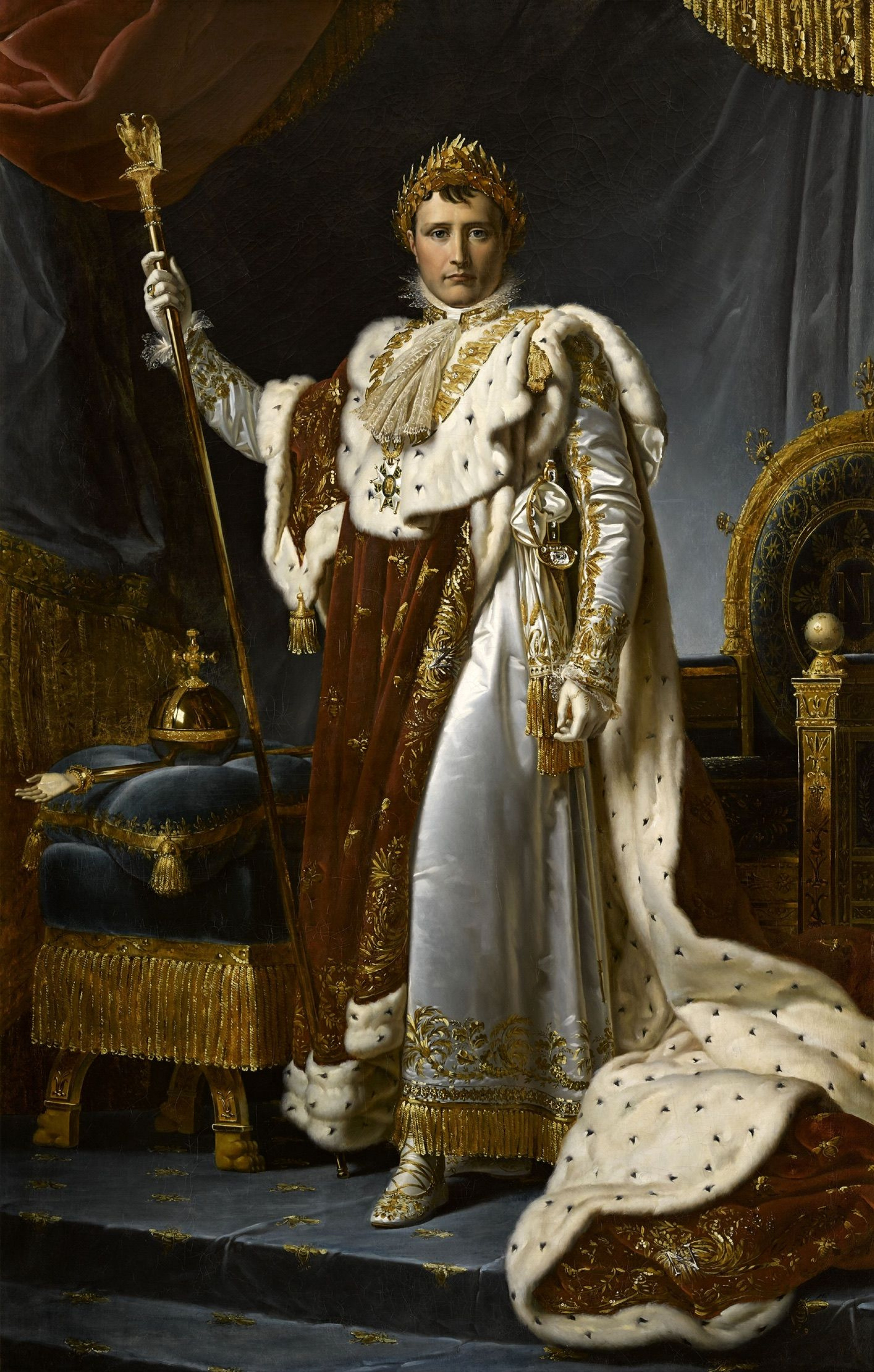
Napoleon Ier en costume du Sacre.

- Aussi connaît-on le mot de Napoléon à ce sujet. il venait de voir un de ses soldats se distinguer par l'audace et l'applomb. « D'où es-tu, mon camarade? » lui demanda-t-il. - « Sire, du pays des braves.--Ah!Ah!fit l'empereur en souriant, tu es donc Lorrain ? »

## Événements
- Le préfet de la Meurthe désigne les habitants du Nord-Est de ce département comme étant de « race allemande », il ajoute que les mœurs comme les usages y ont conservé dans toute sa force l'empreinte de cette origine, tout cela étant rédigé dans un mémoire statistique destiné au Ministère de l'intérieur[1].
- Est élu député de la Meuse : Jean-Baptiste Catoire-Moulainville qui entre au corps législatif le 8 frimaire an XII et siège jusqu'à sa mort en 1805[2],[3],[4],[5].

## Naissances
- 18 janvier à Commercy : Louis Picquot (1804-1870), auteur de la première biographie de Luigi Boccherini et d'un catalogue de ses œuvres.
- 18 février à Briey : François Clément Maillot, mort à Paris le 24 juillet 1894, médecin militaire français, actif au XIXe siècle.
- 4 mars à Metz : Eugène Casimir Volmerange-Oulif, décédé à Metz le 10 mars 1861[6], photographe et inventeur français du XIXe siècle.
- 22 mars à Nancy : le baron Gustave d'Eichthal, mort à Paris le 9 avril 1886, écrivain, helléniste, ethnologue et théoricien politique français.
- 14 juillet : Alfred Malherbe est un magistrat et un naturaliste français, mort à Metz le 14 août 1865. Après des études de droit, il fut nommé au Tribunal de Metz en 1832 où il fut juge d’instruction, vice-président du tribunal, conseiller à la Cour.
- 28 août à Nancy : Léopold Victor Poirel[7], décédé à Rosières-aux-Salines le 2 août 1881), ingénieur français. Il épouse en 1834 sa parente Élisabeth (Lisinka) Guibal, petite-fille du sculpteur Barthélemy Guibal, et élève d'Eugène Delacroix, qui tient un salon à Alger puis à Paris et réalise des albums d'aquarelles retraçant leurs voyages.
- 19 septembre à Épinal : Dominique Auguste Lereboullet, médecin et zoologiste français, mort le 6 octobre 1865 à Strasbourg. Il a été le Doyen de la Faculté des sciences de l'Université de Strasbourg.
- 30 novembre à Metz : Antoine Chautan de Vercly (1804-1891), général de brigade français du Second Empire.
- 3 décembre à Stenay : Charles de Chilly[8], acteur de théâtre,  mort le 11 juin 1872 en son domicile dans le 10e arrondissement de Paris[9]. Il réussit surtout dans l'emploi des traîtres et la direction de théâtre.

## Décès

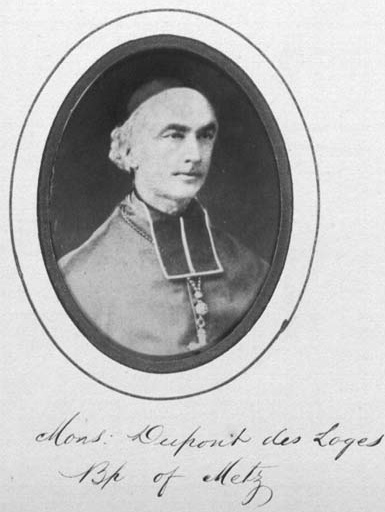
Paul Dupont des Loges

- 14 mai à Saint-Dié (24 Floréal, An XII) : Dieudonné Dubois, né le 20 novembre 1759 à Saint-Dié dans les Vosges, administrateur et homme politique français. Il est député, président du Conseil des Cinq-Cents, puis préfet et conseiller d'État.
- 11 novembre : Paul Georges Marie Dupont des Loges[10], décédé le 18 août 1886 à Metz, est un ecclésiastique et homme politique d'origine Française qui fut évêque de Metz et député au Reichstag au XIXe siècle.